# Belvidere (Nova Jersey)
Belvidere és una població dels Estats Units a l'estat de Nova Jersey. Segons el cens del 2007 tenia 2.645 habitants.

## Demografia
Segons el cens del 2000, Belvidere tenia 2.771 habitants, 1.088 habitatges, i 716 famílies. La densitat de població era de 810,5 habitants/km².
Dels 1.088 habitatges en un 36,4% hi vivien nens de menys de 18 anys, en un 52% hi vivien parelles casades, en un 9,7% dones solteres, i en un 34,1% no eren unitats familiars. En el 28,5% dels habitatges hi vivien persones soles l'11,1% de les quals corresponia a persones de 65 anys o més que vivien soles. El nombre mitjà de persones vivint en cada habitatge era de 2,54 i el nombre mitjà de persones que vivien en cada família era de 3,17.
Per edats la població es repartia de la següent manera: un 28,1% tenia menys de 18 anys, un 6,1% entre 18 i 24, un 32,2% entre 25 i 44, un 20,7% de 45 a 60 i un 12,8% 65 anys o més.
L'edat mediana era de 36 anys. Per cada 100 dones de 18 o més anys hi havia 88,5 homes.
La renda mediana per habitatge era de 52.792 $ i la renda mediana per família de 62.212 $. Els homes tenien una renda mediana de 41.800 $ mentre que les dones 31.444 $. La renda per capita de la població era de 23.231 $. Aproximadament l'1,3% de les famílies i el 3,4% de la població estaven per davall del llindar de pobresa.

## Poblacions més properes
El següent diagrama mostra les poblacions més properes.